# 589 (số)
589 (năm trăm tám mươi chín) là một số tự nhiên ngay sau số 588 và ngay trước số 590. 